# Фоа гра
Фоа гра (на френски: foie gras; букв. – „дебел черен дроб“) е специално приготвен черен дроб от угоена гъска или патица. Счита се за популярен деликатес във френската кухня. Вкусът му е описван като богат, маслен и деликатен, за разлика от обикновения гъши или патешки дроб. Фоа гра се продава цял или под формата на мус, парфе или пастет и може да бъде сервиран като гарнитура, например към пържола. Френският закон определя, че „фоа гра принадлежи на културното и гастрономическо наследство на Франция“.
Техниката на угояване датира от поне 25 век пр.н.е., когато древните египтяни да стопанисват птици за храна и нарочно ги угояват, като ги карат да ядат насила. В днешно време, Франция е най-големият производител и потребител на фоа гра, въпреки че той се произвежда и консумира по цял свят, най-вече в останалите европейски държави, САЩ и Китай.

## История
Практиката на принудителното хранене на гъските произлиза от епохата на Древен Египет, за което свидетелстват стенописи, намерени в древните некрополи на Сакара. Египтяните изкуствено угояват няколко вида водоплаващи птици, сред които и гъски, със смачкано зърно, което е било предварително изпържено и напоено.
Практиката на угояването продължава и в Древна Гърция, и в Римската империя. Древногръцкият писател Атеней и няколко гръцки драматурзи споменават в своите творби гръцките методи за угояване на водоплаващите птици, с разбита във водата пшеница. Римският писател Плиний Стари упоменава изкуственото хранене на гъските, при което римляните използват изсушени и разбити смокини, които се киснат в продължение на 20 дни. През IV век в римските кулинарни книги (De re coquinaria d’Apicius) се появяват и първите рецепти. Полученият при угояването черен дроб на латински се наричал Jecur ficatum, което буквално означава „смокинен дроб“. Потомците съхраняват в названието на продукта думата ficatum, която към VIII се преобразува в думата figido, а към XII век в fedie, feie и накрая става на „foie“ (фоа) в романските езици.
В периода от V до XVI век съществуват много малко писмени или картинни свидетелства за фоа гра и способите за получаването му.
Традицията за използване на мазен дроб продължава в Централна Европа и след падането на Римската империя. Гъшата мазнина много често се използва при топлинната обработка на продукти, тъй като зехтинът и сусамовото олио са били голяма рядкост в Централна и Западна Европа.
Във Франция масовото промишлено производство на фоа гра започва в началото на 1980-те години, благодарение на развитието на мрежите за дистрибуция и появяването на много хипермаркети, осигуряващи голям обем продажби. Промишлените предприятия създават поток на производство на фоа гра, за което способства масовото потребление, но с това съществено понижават качеството на деликатеса.

## Производство

### Технология за угояване на птиците
Исторически фоа гра се приготвя от черния дроб на угоени гъски, но към днешно време гъските представляват едва няколко процента от всичките птици, които се угояват за деликатеса. Основно се угояват патици, сред които са въведени специални хибриди – муларди.
Угояването на птиците се дели на три етапа. В първите четири седмици от живота на пилетата, те се хранят по естествен начин, като на този етап целта е единствено те да растат достатъчно бързо. През следващите четири седмици те се вкарват в клетки, за да се ограничи движението, и им се дава храна, богата на белтъчини и нишесте (тази диета е разработена специално, за да може животното да расте по-бързо от нормално). След като пилетата достигнат възраст от 8 – 10 седмици, започва стадия на насилственото хранене (наричано още гаваж,  на френски: gavage, гушене) – пряко вкарване на храна в гърлото с помощта на тръба с винт, чиято дължина е 12,5 сантиметра. Всеки ден в гърлото на птицата се вкарват до 1,8 килограма зърно (десетократно повече от нормалното количество) и мазнина в течение на 12 – 21 дни.
В неголемите френски стопанства патиците се вкарват в инкубатори, през първите 3 – 5 седмици след раждането се държат в помещения, постлани със слама, а след това се пускат на трева. Когато птиците достигнат възраст от 12 – 13 седмици и теглото им не е по-малко от 1 kg, започва гаваж, който продължава 14 – 18 дни. Птицата се храни обилно с царевица по 3 пъти на ден, след което отглеждането завършва. Птицата се убива, а рязането и обработката на черния дроб се извършва на мястото на хранене на птиците.
Черният дроб на угоените птици може да достигне размер до 10 пъти, превишаващ нормалния.

### Обем на световното производство
Към 2012 г. обемът на световното производство на суров фоа гра съставлява 26 800 тона, от които 96% е от патици. Водещ производител на фоа гра е Франция, където към 2012 г. са произведени 19 190 тона, на второ място се нарежда България (2800 тона), на трето – Унгария (2570 тона), а на четвърто – Испания (800 тона), която води Китай с незначителен обем преднина.

### Производство във Франция
Производство на фоа гра по департаменти:
- Ланд (24 %);
- Пирене Атлантик (15 %);
- Вандея (13 %);
- Жерс (11 %);
- с по-малък обем следват Дордон, Лот е Гарон, Дьо Севър, От Пирене, Лот, Лоар Атлантик.

През 2016 г. е съобщено, че Франция произвежда около 75% от световния фоа гра, като на Югозападна Франция се падат около 70% от тази продукция.
През последните години се наблюдава лек спад на пазара на фоа гра във Франция, което се дължи на разширяването на промишленото развъждане и гаваж на птици, действията на организациите за защита на животните и влязлата в сила на забрана против производството и продажбата на фоа гра в Калифорния през 2012 г.

## Критика
Разпространението на видеоматериали, заснети от организации за защита на животните, за производството на фоа гра, както и коментарите на ред ветеринари, предизвикват серия от протести срещу производството на фоа и гра, както и приемане на закони и законопроекти в ред страни за забрана на производството му. По време на изследването на условията за производство на фоа гра в някои предприятия в Ню Йорк, инициирано от PETA, участниците на изследването отбелязват: лошо състояние на птиците, травми на гърлото, рани по шията, куцане, лошо състояние на оперението, случаи на разкъсвания в разширения черен дроб с кръвоизлив в коремната кухина.
Зоозащитните организации, в това число PETA и HSUS, предлагат забрана на производството по цял свят, като противоречащо на световната практика за въвеждане на закони за недопустимост на прекомерна и ненужна жестокост при отношението с животните, и способстват за разпространението на фото и видео материали относно състоянието производствените патици.
В България организацията за защита на животните КАЖИ организира кампания и петиция за забрана в България на насилственото хранене на патици за втлъстен мазен черен дроб - фоа гра.
Известният учен и основател на науката за поведение на животните, Конрад Лоренц, дава експертни оценки, определящи принудителното хранене на птиците като „позор за цяла Европа“. Други, които се противопоставят на производството на фоа гра са актьорите Роджър Мур и Кейт Уинслет.
През ноември 2022 крал Чарлз III малко след възкачването си на престола забранява сервирането на фоа гра във всички дворцови палати. 

## Консумация
В Европа, освен във Франция, фоа гра редовно се консумира в Швейцария, Испания, Белгия, Великобритания и Германия. Извън Европа, фоа гра намира популярност в Япония, Китай, САЩ и Израел.
Традиционно фоа гра се консумира охладен и служи като първо ястие след закуската, най-вече в хода на празнични пиршество (например на Бъдни вечер или новогодишната нощ). Също така, са популярни и топлите ястия, където фоа гра се използва сам по себе си или като съставка в по-изискано ястие.
Най-често фоа гра се допълва от бяло десертно вино. Все пак, особено в Югозападна Франция, фоа гра се съпровожда от червено фино с високо съдържание на танини.
- Пържени охлюви с фоа гра.
- Фоа гра с риба тон.
- Виното Сотерн е класическо допълнение към фоа гра.
- Смокини, пълнени с фоа гра.

### Влияние върху здравето
Изследвания върху мишки показват, че консумацията на фоа гра води до повишен риск от амилоидоза.